# Alexandru Frim
Alexandru Frim (ur. 9 marca 1908 w Rymniku, zm. 2 grudnia 1985) – rumuński bobsleista.
Frim był uczestnikiem Zimowych Igrzysk Olimpijskich 1936 w Garmisch-Partenkirchen. On i Tiță Rădulescu zajęli 15. miejsce w ślizgu dwójek męskich. W 1934 roku wraz z Vasile Dumitrescu zdobył złoty medal mistrzostw świata w bobslejach w męskich dwójkach.